# أديتي بهاتيا
أديتي بهاتيا (بالهندية: अदिति भाटिया؛ بالإنجليزية: Aditi Bhatia) هي ممثلة هندية، ولدت في 29 أكتوبر 1999 في مومباي في الهند.

## وصلات خارجية
- أديتي بهاتيا على موقع IMDb (الإنجليزية)